# Wysoki Most (województwo podlaskie)
Wysoki Most – wieś nad Czarną Hańczą w Polsce położona w województwie podlaskim, w powiecie sejneńskim, w gminie Giby.  Leży nad Czarną Hańczą.
| SIMC    | Nazwa      | Rodzaj    |
| ------- | ---------- | --------- |
| 1011313 | Gremzdówka | część wsi |

W latach 1975–1998 miejscowość administracyjnie należała do województwa suwalskiego.
We wsi jest obecnie nieczynna stanica żeglarska, która posiada pole namiotowe, domki oraz infrastrukturę gastronomiczną. 
Wierni kościoła rzymskokatolickiego należą do parafii Niepokalanego Poczęcia Najświętszej Maryi Panny w Wigrach.